# 13488 Саванов
13488 Саванов (13488 Savanov) — астероїд головного поясу, відкритий 14 жовтня 1982 року.
Тіссеранів параметр щодо Юпітера — 3,222.